# مانع شو (ترانه)
«مانع شو» تک‌آهنگی از هنرمند اهل ایالات متحده آمریکا بیانسه از آلبوم لیموناد (آلبوم بیانسه) است.
این تک‌آهنگ در چارت‌های اسکاتلند، جزو ده ترانه اول قرار گرفت. این ترانه کاندیدای جایزه گرمی بهترین اجرای پاپ تک‌نفره در پنجاه و نهمین مراسم جایزه گرمی را بدست آورد.